# Wessington
Wessington es una ciudad ubicada en los condados de Beadle y Hand, Dakota del Sur, Estados Unidos. Según el censo de 2020, tiene una población de 197 habitantes.

## Geografía
La localidad está ubicada en las coordenadas 44°27′18″N 98°41′48″O / 44.45500, -98.69667. Según la Oficina del Censo de los Estados Unidos, Wessington tiene una superficie total de 0.98 km², de la cual 0.98 km² corresponden a tierra firme y (0%) 0 km² es agua.

## Demografía
Según el censo de 2020, hay 170 personas residiendo en Wessington. La densidad de población es de 201,02 hab./km². El 92.89% son blancos, el 0.51% es afroamericano, el 1.02% son asiáticos,  el 1.52% son de otras razas y el 4.06% son de dos o más razas. Del total de la población, el 4.06% son hispanos o latinos de cualquier raza.